# Erpetogomphus boa
Erpetogomphus boa – gatunek ważki z rodziny gadziogłówkowatych (Gomphidae). Występuje na terenie Ameryki Środkowej.